# Compagnie des phosphates de Gafsa
Pour les articles homonymes, voir CPG.
La Compagnie des phosphates de Gafsa (arabe : شركة فسفاط قفصة) ou CPG est une entreprise tunisienne d'exploitation des phosphates basée à Gafsa. Elle est rattachée en 1994 au Groupe chimique tunisien.
La CPG figure parmi les plus importants producteurs de phosphates, occupant la cinquième place mondiale avec une production de presque huit millions de tonnes en 2009. En 2014, la production a chuté à cinq millions de tonnes et la Tunisie est le huitième producteur mondial, avec 2,27 %.
En 2010, la CPG exploite huit mines à ciel ouvert, situées dans les délégations de Redeyef, Moularès, Métlaoui et Mdhilla, et onze laveries destinées au traitement du minerai ; la douzième laverie est en cours de construction en 2015. Cette activité nécessite près de dix millions de m³ d'eau pompée dans les nappes fossiles et engendre le déversement d'eaux de lavage dans la nature, causant la colère des agriculteurs et des écologistes.

## Histoire
En 1885, un géologue amateur français, Philippe Thomas, découvre d'importantes couches de phosphates de calcium dans la région de Métlaoui.
À la suite de prospections et d'explorations identifiant les gisements, la Compagnie des phosphates et des chemins de fer de Gafsa est fondée en 1897. Elle obtient la concession des gisements de la vallée de l'oued Selja sous conditions de les relier par une voie ferrée au port de Sfax.
Des mines voient successivement le jour à Métlaoui (1899), Kalâat Khasba et Redeyef (1903), Moularès (1904), Shib et M'rata (1970) ; des carrières sont également ouvertes à Moularès (1975), Kef Shfaier (1978), Oum Lakhcheb (1980), Oued El Khasfa et Kef Eddour (1986), Redeyef (1989) et Jellabia (1991). Les cadres français encadrent une main d'œuvre d'origine variée : Kabylie, Tripolitaine, Maroc, Corse et Italie.

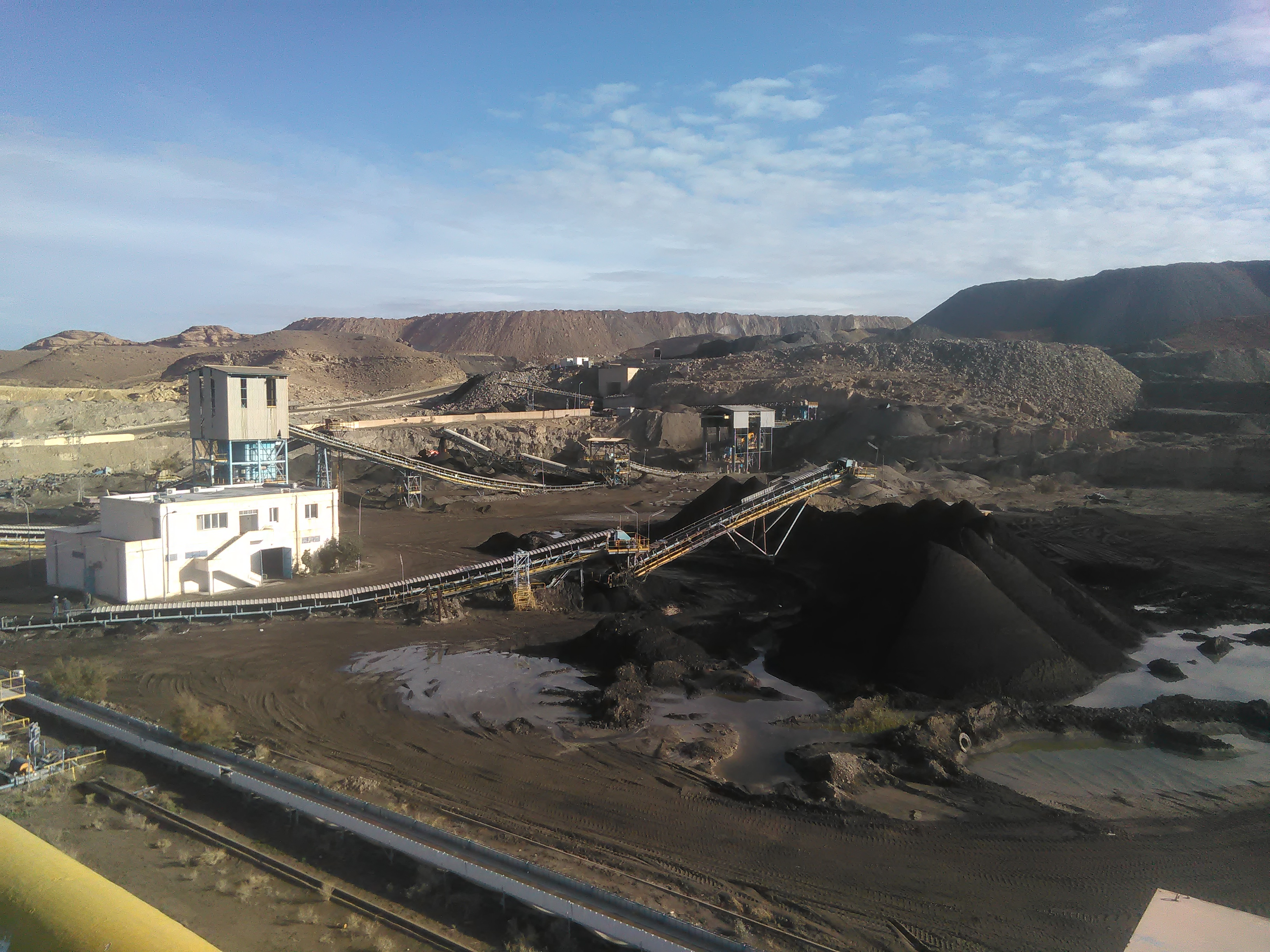
Laverie Kef Eddour à Métlaoui.

Pendant des décennies, la compagnie prend en charge les besoins de la population locale (distribution d'eau, de gaz et d'électricité, couverture médicale et sanitaire, éducation, loisirs),. En janvier 1976, après avoir absorbé la Compagnie des phosphates de Jebel M'dhilla (1969) et la Société tunisienne d'exploitation phosphatière (1976), elle devient une entreprise d'État. Elle change de dénomination après la reprise de ses activités de transport ferroviaire par la Société nationale des chemins de fer tunisiens, le 1er janvier 1967, à l'expiration de sa concession.
En 1994, les directions générales de la CPG et du Groupe chimique tunisien sont regroupées avec un même PDG, suivies deux ans plus tard par les structures commerciales. La baisse des cours du phosphate conduit l'entreprise à réduire ses effectifs, passant de 15 000 à 5 000 employés.
En 2008, des irrégularités commises en matière d'embauche par des responsables de la compagnie conduisent à des événements meurtriers ; ceux-ci interviennent dans une zone particulièrement touchée par le chômage à la suite des coupes opérées dans les effectifs (divisés par trois en dix ans) qui accompagnent le repli de l'activité et la découverte des mines à ciel ouvert. À la suite de cet épisode, le PDG est limogé. En novembre 2011, 17 000 candidats se présentent pour 3 800 postes proposés par la CPG et ses filiales ; les résultats opaques du concours de recrutement aggravent les tensions sociales.
Après la révolution de 2011, la pression sociale est forte dans ce gouvernorat connaissant un fort taux de chômage, atteignant 29 %. Les chômeurs bloquent les voies de chemin de fer permettant l'exportation du minerai vers Sfax. En réponse, l'entreprise accroît le nombre d'employés, passant de 8 000 en 2010 à 30 000 en 2014. Cependant, la production ayant chuté en raison des mouvements sociaux, la compagnie a perdu des marchés internationaux, comme ceux de l'Inde. En 2015, elle est en graves difficultés.

## Direction générale
- Mohamed Fadhel Khelil
- 2008-2009 : Ridha Ben Mosbah[12]
- 2009-2011 : Mohamed Fadhel Zrelli[13]
- 2011-2013 : Kais Dali[13]
- 2013 : Tahar Khouaja[14]
- 2013-2014 : Mohamed Néjib Mrabet[15]
- 2014-2018 : Romdhane Souid[16]
- 2018-2019 : Abdellatif Hmam[17]
- 2019-2021 : Ali Khemili[18]
- 2021-2023 : Ridha Chalghoum[19],[20]
- depuis 2024 : Abdelkader Amaydi[21]